# Frances Goodman
Frances Goodman (sinh năm 1975) là một nghệ sĩ đa phương tiện Nam Phi hiện đang sống ở Johannesburg. Công việc của cô sử dụng móng tay acrylic và các vật liệu độc đáo khác và là nghệ sĩ "quan tâm đến mối quan hệ giữa nữ tính, quần áo, và nhập vai".

## Giáo dục
Từ 1994-1997, Goodman tốt nghiệp Cử nhân Mỹ thuật tại Đại học Witwatersrand ở Johannesburg. Sau đó, cô chuyển đến Luân Đôn để theo học trường Goldsmiths College vào năm 1999, nhận bằng Thạc sĩ Mỹ thuật vào năm 2000. Sau đó, cô từng là người đoạt giải tại Viện Cao học Mỹ thuật ở Antwerp, Bỉ từ năm 2001 đến năm 2003.

## Triển lãm và giải thưởng
Goodman đã triển lãm rộng rãi từ năm 2002, với các chương trình solo và theo nhóm trên khắp châu Âu, Bắc Mỹ và châu Phi. Vào năm 2012, cô là một cư dân tại Studio Quốc tế & Chương trình Giám tuyển ở thành phố New York. Cô là người nhận học bổng Cecily Brown dành cho các nghệ sĩ nữ xuất sắc năm 2014.

## Công việc
Goodman thường sử dụng lông mi giả, móng tay giả, bông tai ngọc trai giả, và các đối tượng “điển hình nữ tính” khác để tạo ra các tác phẩm điêu khắc và cài đặt, tập trung vào nỗi ám ảnh hàng ngày và hành vi bề ngoài (như văn hóa tập thể cuồng tín và các quy ước về hôn nhân và sắc đẹp). Goodman nói: “Phụ nữ thường được yêu cầu đưa ra lựa chọn ảnh hưởng đến truyền thông về cơ thể của chúng tôi. Móng tay giả và lông mi giả, lại đi ngược lại điều đó. Bạn có thể trở nên biểu cảm, trở thành một người khác. Bạn không trở thành ý tưởng về việc một người phụ nữ nên như thế nào. Bạn trở thành người phản đối.”